# Маддалоні
Маддалоні (італ. Maddaloni) — муніципалітет в Італії, у регіоні Кампанія,  провінція Казерта.
Маддалоні розташоване на відстані близько 185 км на південний схід від Рима, 25 км на північний схід від Неаполя, 6 км на південний схід від Казерти.
Населення — 39 171 особа (2014).
Покровитель — святий Архангел Михаїл.

## Демографія
Населення за роками:

Станом на 1 січня 2023 року в муніципалітеті офіційно проживало 935 іноземців з 41 країни, серед них 87 громадян країн Євросоюзу та 192 громадяни України.

## Сусідні муніципалітети
- Ачерра
- Казерта
- Червіно
- Марчанізе
- Сан-Феліче-а-Канчелло
- Сан-Марко-Еванджеліста
- Санта-Марія-а-Віко
- Валле-ді-Маддалоні